# Makoldy József
Ákosi Makoldy József, Makoldy József Sándor Győző, névváltozat: Makoldi (Nagyszeben, 1890. április 15. – Budapest, 1957. július 4.) építész, festőművész, grafikus, karikaturista, műszaki tanácsos.

## Életútja
Makoldy József és Molnár Ilona fia. Münchenben és Krakkóban végezte művészeti tanulmányait, s a József Műegyetemen szerzett építészdiplomát 1912-ben. Túlnyomórészt tájképeket készített, ezenkívül grafikák is kerültek ki a kezei közül. 1912-től állította ki képeit. 1918-ban gyűjteményes kiállításon szerepelt a Nemzeti Szalonban, majd 1921-ben a Műcsarnokban. 1922-ben megkapta az Esterházy akvarell-díjat. 1923-ban a Magyar Képzőművészek Egyesületének főtitkára lett. A Tolnai Új Világlexikonának is munkatársa volt. 
1934. november 7-én Budapesten, az Erzsébetvárosban házasságot kötött Némethy Ella (Gabriella) énekesnővel, akitől 1937-ben elvált. 1939-ben Rákoskeresztúron feleségül vette Fiala Ottíliát. Rokona volt Zulawski Andor költőnek, Ady kritikusának. Halálát agyvérzés okozta.
Festményei: A parlament ködben, Brassói kapu, Balatoni halászok, Kőszegi vár, A Duna Verőcénél, Eiffel torony, Feltre esőben, Krakói Skala, Némethy Ella arcképe, Verbőczy-palota Budán, Itt felejtett Budapest, Hercegi kastély Galíciában, A kormányzó megnyitja az országgyűlést stb. Művei megtalálhatók a Magyar Nemzeti Galériában és több közgyűjteményben.

## Könyvalakban megjelent rajzgyűjteményei
- Pictures of Transsylvania
- There is no Czech culture in Upper Hungary (Steier Lajos szövegével) Online
- Az utcáról (10 kőrajz)
- Mi maradt nekünk
- Amit én láttam (120 rajz és 35 linoleummetszet)